# Ruše (Žalec)
Ruše (Duits: Rosendorf) is een plaats in Slovenië en maakt deel uit van de gemeente Žalec in de NUTS-3-regio Savinjska. De plaats telde 64 inwoners op 1 januari 2020.